# الإعتداء على المخفر 13 (فلم 2005)
الإعتداء على المخفر 13 (بالإنجليزية: Assault on Precinct 13) هو فيلم أكشن إثارة أمريكي من بطولة إيثان هوك، لورنس فيشبورن، جون ليجويزامو، ماريا بيلو، جا رول، دريا دي ماتو، بريان دينيهي، عائشة هيندز وغابريل بيرن.الفيلم هو إعادة صناعة لفيلم الإعتداء على المخفر 13 من إنتاج 1976.

## روابط خارجية
- مقالات تستعمل روابط فنية بلا صلة مع ويكي بيانات